# Medkulturni dialog
Medkulturni dialog je sodoben koncept, ki zajema odprt in strpen, predvsem pa enakovreden odnos med ljudmi različnih sociokulturnih, verskih, jezikovnih in etničnih ozadij na individualni ter institucionalni ravni. Termin se najpogosteje pojavlja v evropskem prostoru, kjer je zaradi stičišča mnogih narodov in jezikov, velikega priseljevanja in širjenja Evropske unije nastala potreba po vzpodbujanju kulturnega pluralizma tako na lokalni kot na nacionalni ravni.

## Definicija
Univerzalne in splošno sprejete definicije pojma »medkulturni dialog« ni. Leta 2008, ko je bilo evropsko leto medkulturnega dialoga, je evropska komisija opravila anketo o pomenu fraze na približno 27.000 državljanih EU. Velik delež (36 %) je frazo označil kot nerazumljivo. Novembra 2006 je forum predlagal sledečo definicijo:
»Odprta in spoštljiva izmenjava pogledov med posamezniki in skupinami različnih kultur, ki vodi v globlje razumevanje zornega kota drugega.«
Na spletni strani UNESCO je medkullturni dialog podan kot pobuda Zveze civilizacij, ki so jo objavili Združeni narodi. Obravnavajo ga pa kot:
"Pravična izmenjava in dialog med civilizacijami, kulturami in ljudstvi, ki temeljita na medsebojnem razumevanju, spoštovanju in enakopravnem položaju vseh kultur, sta nujna predpogoja za oblikovanje družbene kohezije, sprave med ljudstvi in miru med narodi."
Pogosto pa je fraza uporabljena za dialog avtohtonega prebivalstva in manjšin, promocija integracije imigrantov in spodbuda multikulturalizma ali v širšem pomenu, za vsako vrsto miroljubnih odnosov med državami in nacijami.
V politiki je pojem še vedno precej ohlapno definiran.

## Cilj in namen
Medkulturni dialog stremi k mirnemu in uspešnemu sožitju narodov v skupnem prostoru. Obravnavan je lahko tudi kot orodje za preprečitev in razrešitev konfliktov s pomočjo večjega spoštovanja človekovih pravic, demokracije in vsesplošne pravičnosti. Nekaj konkretnejših ciljev je bilo posebej izpostavljenih, kot npr.:
- Izmenjava in razumevanje pogledov na svet, drugačnih od lastnega
- Prepoznavanje razlik in podobnosti med kulturami in njihovimi običaji
- Reševanje vsakršnih sporov brez nasilja
- Premostitev predsodkov do drugačnosti
- Omogočati neomejeno mobilnost na področju umetnosti, znanosti in izobraževanja